# Zwierzyniec (Krakau)
Zwierzyniec is een wijk (administratief genummerd als VII) in het westen van de Poolse stad Krakau. De Rudawa stroomt door de wijk.
Het bestuurlijke gebied omvat Bielany, Chełm, Olszanica, Półwsie Zwierzynieckie, Przegorzały, Wola Justowska, Zakamycze en Zwierzyniec.

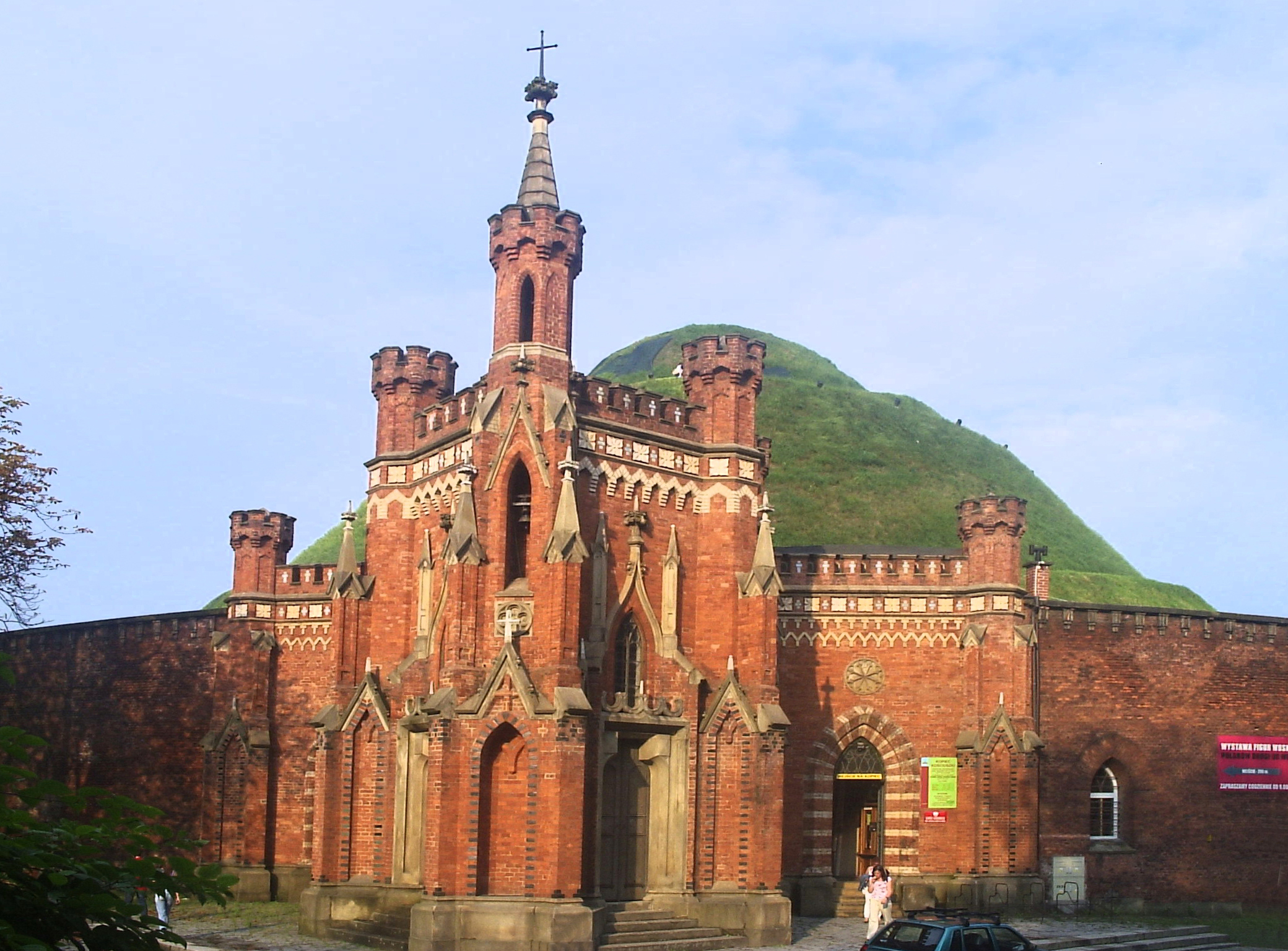
Kapel nabij de Kopiec Kościuszki